# Web manager
Il web manager è il responsabile del coordinamento di un progetto web che può essere lo sviluppo di un semplice sito web statico o di una complessa applicazione per il web. Normalmente lavora in una web agency o in un'agenzia di comunicazione. Può, tuttavia, essere anche una figura professionale autonoma che si interfaccia con altri figure professionali free lance del settore (web designer, web developer ecc.).

## Compiti principali
- Offrire consulenza al cliente nell'ambito dello sviluppo di siti e applicazioni per il web;
- Raccogliere le richieste del cliente e definire i requisiti del progetto;
- Coordinare le figure professionali coinvolte in un progetto web: web designer, copywriter e web developer;
- Avere una visione chiara ed intrecciata di SEO e SEM;
- Controllare la qualità dei risultati ottenuti (compatibilità con i vari browser e le varie piattaforme, controllo del codice sorgente e dell'efficienza);
- Mostrare al cliente il prodotto pronto e raccogliere eventuali osservazioni o critiche;
- Adattare il prodotto alle richieste del cliente (richieste di modifiche o correzioni);
- Pubblicare il prodotto sul web (acquisto di domini e hosting adatti);
- Mantenere il sito in funzione eventualmente aggiornandolo quando serve (compatibilità con vecchi e nuovi browser, controllo dei link esterni, ecc.);
- Assicurarsi che il sito rispetti le indicazioni SEO, altrimenti non verrà indicizzato e quindi risulterà introvabile dai motori di ricerca;
- Eventualmente promuovere il sito.